# Terre-de-Bas (ö)
Terre-de-Bas är en ö i Guadeloupe (Frankrike). Den ligger i den södra delen av Guadeloupe, 20 km sydost om huvudstaden Basse-Terre. Arean är 9,0 kvadratkilometer. 